# Aeroportul Camden
Aeroportul Camden (IATA: CDU, ICAO: YSCN) este un aeroport din Camden Council⁠(d), Noul Wales de Sud, Australia. A fost numit după Camden, New South Wales.
Situat la o altitudine de 70 m, aeroportul dispune de o singură pistă.